# Pinhal littoral

Localisation du Pinhal littoral

Le Pinhal littoral – en portugais : Pinhal Litoral – est une des 30 sous-régions statistiques du Portugal.
Avec 11 autres sous-régions, il forme la région Centre.

## Géographie
Le Pinhal littoral est limitrophe :
- au nord, du Baixo Mondego,
- à l'est, du Pinhal intérieur Nord et du Moyen Tage,
- au sud, de la Lisière du Tage.
- au sud-ouest, de la sous-région Ouest,
- Il dispose en outre d'une façade maritime, à l'ouest, sur l'océan Atlantique.

## Données diverses
- Superficie : 1 741 km2
- Population (2001) : 249 596 hab.
- Densité de population : 143,36 hab./km2

## Subdivisions
Le Pinhal littoral groupe cinq municipalités (conselhos ou municípios, en portugais) :
- Batalha
- Leiria
- Marinha Grande
- Pombal
- Porto de Mós

1. 1 2  « Official Journal L 87/2023 », sur eur-lex.europa.eu (consulté le 13 janvier 2024)